# Neocladella compressipes
Neocladella compressipes är en stekelart som beskrevs av Girault 1915. Neocladella compressipes ingår i släktet Neocladella och familjen sköldlussteklar. Inga underarter finns listade i Catalogue of Life.